# میکولاشوویتسه
میکولاشوویتسه (به چکی: Mikulášovice) یک منطقهٔ مسکونی در جمهوری چک است که در ناحیه دیتشین واقع شده‌است. میکولاشوویتسه ۲٬۲۶۷ نفر جمعیت دارد.